# VLIW
VLIM (acrònim anglès de Paraula d'Instrucció Molt Llarga) es refereix a una arquitectura de processador dissenyada per a potenciar el concepte de paral·lelisme o computació paral·lela. Mentre que en els processadors convencionals l'execució de les instruccions és en mode seqüencial, un processador VLIW permet al programa d'especificar l'execució d'instruccions en paral·lel o concurrentment.

## Exemple
Considerem que volem implememtar l'operació y=axb + cxd + exf :
En un processador seqüencial tindrem:
| Operació    | t0  | t1  | t2  | t3    | t4     |
| ----------- | --- | --- | --- | ----- | ------ |
| Producte y1 | axb |     |     |       |        |
| Producte y2 |     | cxd |     |       |        |
| Producte y3 |     |     | exf |       |        |
| Suma        |     |     |     | y1+y2 |        |
| Suma        |     |     |     |       | y12+y3 |

En un processador VLIW tindrem:
| Operació    | t0  | t1     | t2     |
| ----------- | --- | ------ | ------ |
| Producte y1 | axb |        |        |
| Producte y2 |     | cxd+y1 |        |
| Suma        |     |        | exf+y2 |